# Paul Rudebeck den äldre
Paul Rudebeck , född 21 juli 1632 i Västerås, död 29 augusti 1687, var en svensk häradshövding, borgmästare och assessor.

## Biografi
Rudebeck föddes 1632 i Västerås. Han var son till Johannes Johannis Rudbeckius. Rudebeck blev i februari 1648 student vid Uppsala universitet. Han blev 1658 borgmästare i Västerås stad och 3 juni 1658 borgmästare i Rönne på Bornholm. Rudebeck blev 8 november 1662 sekreterare i Göta hovrätt och 30 mars 1665 assessor i [hovrätten. Han var även från underlagman i Närke och häradshövding i Konga härad. Rudebeck adlades 3 april 1675 till Rudebeck och introducerades samma år i Sveriges Riddarhus som nummer 872. Han reducerades från assessorsämbetet 18 januari 1679 och blev 18 december 1680 häradshövding i Östra Värends domsaga. Från 2 oktober 1682 var han åter assessor i hovrätten. Rudebeck avled 1687 på Järstorp och begravdes i Jönköpings kyrka. Ett epitafium och vapen sattets upp i Järstorps kyrka.

### Egendom
Rudebeck ägde Järstorp i Järstorps socken, Sjöbol i Östra Torsås socken, Ekeryd i Väckelsångs socken och Skärsjöhult i Älmeboda socken. På Ekeryds ägor grundade han Ekefors järnbruk

### Familj
Rudebeck gifte sig 7 januari 1655 med Margareta Nentzelia (1638–1703), dotter till kyrkoherden Segericus Nenzelius i Stora Tuna församling och Margareta Johansdotter Noraea. De fick tillsammans barnen kaptenen Johan Rudebeck (1655–1683), Maria Rudebeck (1656–1703) som var gift med häradshövdingen Axel von Scharin, häradshövdingen Paul Rudebeck (1657–1711), Christina Rudebeck (född 1658) som var gift med kaptenlöjtnanten Rääf, regementskvartermästaren Peter Rudebeck (1660–1710), Nikolaus Rudebeck (1662–1671), Daniel Rudebeck, Elisabet Rudebeck, Magdalena Rudebeck (1664–1698) som var gift med kaptenen Göran Rosenbielke, kaptenen Olof Rudebeck (1666–1700), majoren Carl Rudebeck (1667–1709), Margareta Rudebeck (1669–1670), generalmajoren Bengt Rudebeck (1670–1724), kaptenen Gustaf Rudebeck (1672–1710), Jakob Rudebeck (1673–1674) och Israel Rudebeck (1675–1675).